# Таррок
Таррок (англ. Thurrock) — унитарная единица со статусом боро в южной части церемониального графства Эссекс (Англия).

## География
Таррок занимает площадь 166 км² на левом берегу реки Темза, восточнее Лондона. Граничит на юге с церемониальным графством Кент, на западе с регионом Большой Лондон, на севере с неметропольным графством Эссекс.

## История
Образована 1 апреля 1998 года путём преобразования района Таррок неметропольного графства Эссекс в унитарную единицу.

## Население
На территории унитарной единицы Таррок проживают 143 128 человек (2001 год), при средней плотности в 876 чел./км².

## Состав
В состав района входит 7 городов:
- Эйвли
- Грейс
- Коррингем
- Перфлит
- Станфорд-ле-Хоп
- Тилбери
- Уэст-Таррок

и 15 общин (англ. civil parish).

## Политика
Совет унитарной единицы Таррок, независимый от совета неметропольного графства Эссекс, состоит из 49 депутатов, избранных в 20 округах. В результате последних выборов 18 мест в совете занимают консерваторы, 17 — Партия независимости Великобритании, 14 — лейбористы.

## Экономика
На территории унитарной единицы Таррок, в городе Перфлит, расположена штаб-квартира крупной компании Carpetright, занимающейся розничной торговлей. Акции компании входят в базу расчета индекса FTSE 250.

## Спорт
На территории унитарной единицы Таррок базируется футбольный клуб «Таррок», выступающий в сезоне 2010/2011 в Южной Конференции. «Таррок» принимает соперников на стадионе Шип Лэйн (3 тыс. зрителей).